# Гуго Штейнгауз
Гуго Штейнгауз, також Гуґо Штейнгауз, Гуго Штайнгауз, Гуґо Штайнгауз; повне ім'я — Гуго Діонизій Штейнгауз (пол. Władysław Hugo Dionizy Steinhaus; 4 січня 1887, Ясло — 25 лютого 1972, Вроцлав) — польський науковець, математик, учень Давида Гільберта, співзасновник Львівської математичної школи. Відомий як популяризатор науки й афорист.
Починав вивчення математики у Геттінгенському університеті (Німеччина).
Професор Львівського (1920—1941, науковий керівник Стефана Банаха) та Вроцлавського університетів (1945—1961). Член-кореспондент Польської академії наук (1953).

## Біографія

### Дитинство
Гуґо Штейнгауз народився в сім'ї з єврейським корінням в місті Ясло, що знаходилось на той момент на території Австро-Угорщини, а нині є польським містом. Батько Гуґо, Богуслав Штейнгауз, був місцевим промисловцем, власником цегельного заводу та директором кредитового кооперативу.
Дядько Гуґо, Ігнацій Штейнгауз, був депутатом віденського парламенту.
Математикою Штейнгауз почав цікавитися, ще під час навчання у Ясельській гімназії. Хоча він захоплювався літературою, фізикою, філософією, технікою, проте цілком самостійно і рішуче зупинив свій вибір на заняттях математикою.

### Навчання та перші публікації
У 1905 році Штейнгауз закінчив гімназію в Ясло, і, незважаючи на те, що сім'я його бажала бачити його інженером, сам Гуґо тягнувся до абстрактної математики. Дуже скоро Штайнгауз став студентом Львівського університету, де продовжив вивчати математику.
Провчившись рік у Львові, Штейнгауз (за порадою випадкового знайомого — професора Політехнічного інституту у Шарлоттенбурзі) перевівся до Геттінгенського університету.
Штейнгауз вивчав так звану чисту математику, а також різні дисципліни, об'єднані під загальною назвою «прикладна математика», і астрономію. Відвідував лекції, практичні заняття з астрономії й геодезії.
Штейнгауз пройшов в Геттінгені чудову школу і в 1911 році з найвищою похвалою (summa cum laude) захистив докторську дисертацію.
Незадовго перед цим він познайомився в Геттінгені відомим фізиком-експериментатором Альбертом Майкельсоном. Помітивши інтерес Штейнгауза до фізики, Майкельсон запропонував йому обійняти посаду асистента-математика у своїй лабораторії в Чикаго. Однак Штейнгауз і так досить довго пробув за кордоном, тому він волів повернутися на батьківщину і, за його власними словами, протягом деякого часу залишався «приватним ученим».
У 1911 році Штайнгауз почав публікуватися в польських та закордонних журналах, результати своїх досліджень у галузі математичного аналізу, головним чином теорії тригонометричних рядів, в якій незабаром став компетентним і відомим фахівцем.
У 1914 році після початку першої світової війни, незважаючи на часті переїзди з місця на місце і багаторазові зміни у своєму становищі (за порівняно короткий проміжок часу Штейнгауз встиг побувати солдатом, службовцем, математиком, працівником у промисловості, асистентом та доцентом університету), Штейнгауз продовжував займатися математикою, зустрічався зі своїми колегами та виступив ініціатором ряду спільних робіт.

### Переїзд до Львова. Створення Львівської математичної школи
У 1917 році Штейнгауз почав працювати в Цісарсько-королівському університеті імені цісаря Франца І у Львові, пізніше відомому як Університет Яна Казимира (1919—1939). Він вдруге захистив дисертацію на ступінь доктора і доцента, після чого у  1920 році був призначений екстраординарним, а в 1923 році — ординарним професором. У міжвоєнний період зацікавленість Штейнгауза теорією тригонометричних і взагалі ортогональних рядів, послідовно розширювалася на теорію дійсних функцій і на функціональний аналіз. До цього ж періоду належать найвидатніші досягнення Штейнгауза.
Штейнгауз був автором першої польської праці з функціонального аналізу «Additive und stetige Funktionaloperationen» (1919) і співавтором основної теореми про послідовність лінійних операцій, яка увійшла в математику під назвою теореми Банаха — Штейнгауза.
З ініціативи Штейнгауза у 1929 році засновано журнал «Studia Mathematica», присвячений різним проблемам функціонального аналізу, редактором якого Штейнгауз був до 1960 року.
І все ж, уже в той час, коли основна зацікавленість Штейнгауза і його наукова ініціатива були спрямовані на функціональний аналіз і його застосування, стали з'являтися його праці, присвячені проблемам теорії ймовірності.
У міжвоєнний період Гуґо Штейнгауз був власником будинку на тодішній вул. Кадетській, 14, де мешкав на другому поверсі, а інші квартири здавав орендарям.
У вересні 1939 року після того, як за пактом Молотова — Ріббентропа, радянські війська увійшли до Львова, Штейнгауз збирався виїхати на Захід, але через складності реалізації цього наміру мусив залишитися. Університет Яна Казимира був реорганізований і втратив статус польського, ставши українським. Але Штейнгауз зберіг своє місце і продовжував викладати до захоплення міста німецькими військами 29 червня 1941 року. На відміну від свого колеги і учня Стефана Банаха, всіляко уникав співпраці з радянським керівництвом університету, а також різко негативно ставився до «українізації» останнього. Вважав українців зрадниками і колаборантами та принципово не розмовляв українською мовою, вважаючи її «відсталим діалектом».
Штейнгауз, його мати й дружина, через своє єврейське походження, кілька місяців переховувалися у віллі свого швагра Бенедикта Фулінського, що на тодішній вул. Гетьмана Тарновського, 82. Згодом за підробленими документами родина Штейнгаузів змогла залишити Львів і пережити війну, переховуючись у рідних, спочатку на території Західної України, а згодом у Польщі.
Створення Львівської математичної школи

### Переїзд до Вроцлава
По закінченню другої світової війни, здається, ще до акції обміну населенням, проведеного радянським режимом, переїхав до Вроцлава, працював у Вроцлавському університеті. Тут став одним з творців нового напряму в математиці.
Зацікавленість теорією ймовірностей, яка проявилася ще в довоєнні роки, тепер набула нового характеру. Розуміючи потреби часу, Штейнгауз спрямував основні зусилля на розвиток методів практичного застосування математики. Йому вдалося надихнути цією ідеєю ряд математиків і організувати у Вроцлаві центр прикладної математики.

### Праці у роки Другої Світової війни
Поряд з різнобічними чисто науковими інтересами в житті Штейнгауза велике місце займали і педагогічні захоплення. Блискучий викладач і популяризатор науки, Штейнгауз зіграв видатну роль у становленні польського математичного університетського викладання. Статті та книги, звернені до учнів середніх шкіл, були для нього також не рідкістю. У 1938 році, напередодні війни, з'явився унікальний «Математичний калейдоскоп» Гуго Штейнгауза — книга з картинками, яку сам автор характеризує як своєрідний «математичний зоопарк», знайомство з яким безперечно дасть читачеві задоволення, а декого серйозно заохотить до математики.
Перший її англійський переклад був виданий у США в рік виходу польського оригіналу книги. Після війни з'явилося вельми багато видане російське видання, а слідом за тим — англійське видання в Англії; угорське видання; чеське та інші видання.
Таким же успіхом користується і книга «Сто завдань», що вийшла у світ у польському оригіналі в 1958 році і вже наступного року перекладена іншими мовами.

У своїх виступах Штейнгауз неодноразово порушував проблему місця математики серед інших наук. Ось, наприклад, уривок з його блискучого виступу «Математика вчора і сьогодні» на урочистостях з нагоди початку 1958—1959 навчального року.
|  | Сучасні обчислювальні машини служать одним із прикладів того, про який істотний вплив на розвиток математики, точніше, на напрям, в якому розвиваються математичні ідеї, надає техніка. Правда, цей приклад має одну ваду, яка нагадує нам про те, що в біології є за правило: допомога, що надається математику обчислювальними машинами, — це допомога ззовні, допомога з боку апаратури. Математика ж розвивається за своїми власними, автономними законами … прогрес математики відбувається зовсім інакше, ніж прогрес природничих і гуманітарних наук. Математика розвивається по висхідній лінії, минаючи всі затори, її розвиток схожий з розвитком живого організму. До того ж у математиці незрівнянно виразніше, ніж в інших дисциплінах, відчувається наскільки розтягнуто в часі хід усього людства. Серед наших сучасників є люди, чиї пізнання в математиці відносяться до епохи більш давньої за єгипетські піраміди, і вони становлять значну більшість. Математичні пізнання незначної частини людей дійшли до епохи середньовіччя, а рівня математики XVIII століття не досягає і одна особа на тисячу … Але відстань між тими, хто йде в авангарді, і неозорою масою подорожан все зростає, процесія розтягується і ті, що йдуть попереду, віддаляються все більше і більше. Вони ховаються з уваги, їх мало хто знає, про них розповідають найдивовижніші історії. Знаходяться й такі, хто просто не вірить в їх існування. |

У 1945 році у Вроцлаві ним було засновано Нову Шотландську книгу і записи у 1945—1958 роках робили до неї.
Гуґо Штейнгауз помер у Вроцлаві 25 лютого 1972 року.

## Внесок до науки та нагороди
Заслуги Штейнгауза у справі розвитку математики та її популяризації знайшли відображення в низці державних нагород та присвоєнні йому наукових відзнак. Штейнгауз був лауреатом Державної премії Польської Народної Республіки першого ступеня, Премії імені Банаха та Премії імені Мазуркевича Польського математичного товариства. За популяризацію математики йому присвоєна також премія журналу «Проблеми». Штейнгауз був дійсним членом Польської академії наук і почесним членом Польського математичного товариства. Університети у Варшаві та Познані, а також Медична академія у Вроцлаві присвоїли йому звання почесного доктора. Запропонував позначення Штейнгауза — Мозера, сформулював теорему Банаха — Штейнгауза у функціональному аналізі.